# Порядок наследования бразильского императорского престола

Герб Бразильской империи (1822—1889).

15 ноября 1889 года после военного переворота Бразильская империя была ликвидирована. Последний бразильский император Педру II Браганса (1831—1889) был свергнут с престола и вместе с семьей отправился в эмиграцию в Европу. В Бразилии была провозглашена республика. Согласно Бразильской конституции 1824 года, бразильский императорский престол передавался по наследству по мужской линии потомкам императора Педру I. Бразильскую корону мог унаследовать только тот претендент, который имел бразильское гражданство. По императорской конституции император Бразилии должен был исповедовать римско-католическую веру.
В настоящее время на главенство в Бразильской императорской семье претендуют две линии династии Орлеан-Браганса, так называемые Петрополисская и Васорасская, ведущие своё происхождение от последнего императора Педру II. Принц Педру Карлуш Орлеан-Браганса (род. 1945), возглавляет Петрополисскую линию с 2007 года. Во главе Васорасской линии с 2022 года стоит его троюродный брат, принц Бертран Орлеан-Браганса (род. 1941) . Соперничество в императорской семье началось в 1946 году, когда дон Педру Гастан Орлеан-Браганса (1913—2007), поставил под сомнение отречение от титула своего покойного отца, Педру де Алькантары Орлеан-Браганса (1875—1940). В 1908 году императорский принц Педру де Алькантара, старший сын принцессы Изабеллы Бразильской (1846—1921) и принца Гастона Орлеанского, чтобы получить разрешение на морганатический брак с чешской дворянкой, вынужден был подписать официальный документ, в котором он отказывался от претензий на императорский престол за себя и своих потомков. Педру де Алькантара Орлеан-Браганса отказался от претензий на бразильский трон в пользу своего младшего брата, принца Луиша Орлеан-Браганса (1875—1920). Принц Карлуш Орлеан-Браганса является старшим сыном принца Педру Гастана Орлеан-Браганса. Принц Луиш Орлеан-Браганса — старший сын принца Педру Энрике Орлеан-Браганса (1909—1981), старшего сына принца Луиша (1878—1920), второго сына Изабеллы Бразильской и Гастона Орлеанского.

## История
В 1908 году принц Дом Педру де Алькантара Орлеан-Браганса решил жениться на чешской графине Элизабет Добрженски де Добржениц (1875—1951), которая не принадлежала к монархической династии. Конституция Бразильской империи не требовала от принца жениться на равной себе по статусу, но наследный принц должен был получить согласие от правящего монарха. Принцесса Изабелла Бразильская, глава Бразильского императорского дома (1891—1921), считала, что члены императорской семьи должны придерживаться европейской брачной традиции и вступать в династический брак только с равными себе по статусу. Принц Дом Педру хотел жениться с благословения своей матери, и поэтому было решено, что она согласится на неравный брак при условии, что наследный принц откажется от своих прав на императорский престол. 30 октября 1908 года Дом Педру де Алькантара отказался от своих прав на бразильский престол в пользу младшего брата, Дома Луиша Орлеан-Браганса (1878—1920). До конца жизни Педру де Алькантара не претендовал на главенство в Бразильском императорском доме.
После смерти Дома Педру де Алькантара в 1940 году его старший сын, принц Педру Гастан Орлеан-Браганса, заявил о своих претензиях на бразильский императорский престол и отказался признавать отречение своего отца в 1908 году.
После смерти Педру Гастана в 2007 году его старший сын и преемник, принц Педру Карлуш Орлеан-Браганса, и младшие сыновья объявили себя республиканцами. Некоторые из внуков Педру Гастана также имеют двойное гражданство.
В течение тридцати лет между ликвидацией Бразильской монархии в 1889 году и отмены закона о депортации членов бывшего императорского дома в 1920 году, все потомки последнего императора Педру II, в том числе предки так называемых Васорасской и Петрополисской линий семьи, проживали в изгнании в Европе.
Потомки от брака младшей дочери императора Педру II, принцессы Леопольдины Бразильской (1847—1871), с принцем Людвигом Августом Сексен-Кобург-Готским (1845—1907), также поселились в Европе. Принц Август Леопольд Саксен-Кобург-Готский (1867—1922) стал кадровым офицером военно-морского флота Австро-Венгрии и женился на эрцгерцогине Каролине Марии Австрийской в Вене в 1894 году. Их дочь, принцесса Тереза Кристина Саксен-Кобург-Готская (1902—1990), родившаяся в Австрии, стала первой из потомков Леопольдины, которая вернулась в Бразилию в 1938 году. В 1930 году в Зальцбурге принцесса Тереза Кристина вышла замуж за тирольского дворянина, барона Ламорала Таксис-ди-Богдорна (1900—1966). 18 октября 1950 года все их четверо детей, родившиеся в Европе, были признаны гражданами Бразилии с момента рождения. 25 октября 1951 года суд в Рио-де-Жанейро вынес решение № 13.036 об изменении их фамилии на «Тассо де Саксен-Кобург и Браганса».

## Потомки принцессы Леопольдины Бразильской
Линия Саксен-Кобург-Браганса происходит от принцессы Леопольдины Бразильской, второй дочери императора Педру II, и её мужа, принца Людвига Августа Саксен-Кобург-Готского. До рождения детей у принцессы Изабеллы Бразильской, старшей дочери и наследницы Педру II, дети Леопольдины: Педру Аугусто, Аугусто Леопольдо и Жозе Фернандо, считались наследниками своей тетки. После рождения в 1875 году принца Педру де Алькантары, старшего сына Изабеллы Бразильской и Гастона Орлеанского, линия Саксен-Кобург-Браганса получила первое место в линии наследования после династии Орлеан-Браганса.
На бразильский престол могут претендовать только члены ветви Саксен-Кобург-Браганса, сохраняющие бразильское гражданство. Это потомки принцессы Терезы Кристины Саксен-Кобург-Готской (1902—1990), дочери Аугусто Леопольдо. В 1922 году бразильское правительство признало принцессу Саксен-Кобург-Браганса гражданкой Бразилии. Её четверо детей были зарегистрированы в консульстве Бразилии в Вене в качестве граждан Бразилии. Карлос Тассо де Саксен-Кобург-Браганса (род. 1931), барон Таксис-ди-Богдорн и единственный сын принцессы Терезы Кристины, с 1990 года является главой этой линии династии.

## Порядок наследования (Васорасскаяветвь)
- Педру II (1825—1891)
  - Изабелла Бразильская, императорская принцесса Бразилии (1846—1921)
    - Принц Луиш Орлеан-Браганса (1878—1920)
      - Принц Педру Энрике Орлеан-Браганса (1909—1981)
        - Принц Луиш Орлеан-Браганса (1938—2022)
        - Принц Бертран Орлеан-Браганса (род. 1941)
        - Принц Антониу Орлеан-Браганса (1950—2024)
          - Педру Луиш Орлеан-Браганса (1983—2009)
          - (1) Принц Рафаэл Орлеан-Браганса (род. 1986)
          - (2) Принцесса Мария Габриэла Орлеан-Браганса (род. 1989)

        - Принцесса Изабелла Мария Орлеан-Браганса (1944—2017)
        - (3) Элеонора, принцесса де Линь (род. 1953)
          -  (4) Генри Антуан, наследный принц де Линь (род. 1989)

  - Принцесса Леопольдина Бразильская (1847—1871)
    - Принц Август Леопольд Саксен-Кобург-Готский (1867—1922)
      - Принцесса Тереза Кристина Саксен-Кобург-Готская (1902—1990)
        - (5) Карлос Тассо де Саксен-Кобург и Браганса, барон Таксис-ди-Богдорн (род. 1931)
          - (6) Афонсу Карлос Тассо де Саксен-Кобург и Браганса (род. 1970)
            - (7) Таддео Августо Тассо де Саксен-Кобург и Браганса (род. 2011)
            - (8) Пиа Мария Тассо де Саксен-Кобург и Браганса (род. 2004)

          - (9) Жозе Карлос Тассо де Саксен-Кобург и Браганса (род. 1972)
          - (10) Антонио Карлос Тассо де Саксен-Кобург и Браганса (род. 1979)
            - (11) Армандо Тассо де Саксен-Кобург и Браганса (род. 2006)
            - (12) Педро Тассо де Саксен-Кобург и Браганса (род. 2008)
            - (13) Леопольдина Тассо де Саксен-Кобург и Браганса (род. 2011)

          - (14) Тереза Кристина Тассо де Саксен-Кобург и Браганса (род. 1971)
          - (15) Мария Леопольдина Тассо де Саксен-Кобург и Браганса (род. 1974)
          - (16) Каролина Тассо де Саксен-Кобург и Браганса (род. 1975)
          - (17) Мария Апаресида Тассо де Саксен-Кобург и Браганса (род. 1985)

        - (18) Фелипе Тассо де Саксен-Кобург и Браганса (род. 1939)
        - (19) Мария Кристина Тассо де Саксен-Кобург и Браганса (род. 1945)

## Порядок наследования (Петрополисскаяветвь)
- Педру II (1825—1891)
  - Принцесса Изабелла, императорская принцесса Бразилии (1846—1921)
    - Принц Педру де Алькантара Орлеан-Браганса (1875—1940)
      - Принц Педру Гастан Орлеан-Браганса (1913—2007)
        - Принц Педру Карлуш Орлеан-Браганса (род. 1945)
          - (1) Принц Педру Тиагу Орлеан-Браганса (род. 1979)
          -  (2) Принц Филипе Орлеан-Браганса (род. 1982)

## Порядок наследования престола в ноябре 1889 года
- Педру I (1798—1834)
  -  Педру II (род. 1825)
    - (1) Изабелла Бразильская (род. 1846)
      - (2) Принц Педру де Алькантара Орлеан-Браганса (род. 1875)
      - (3) Принц Луиш Орлеан-Браганса (род. 1878)
      -  (4) Принц Антониу Гастан Орлеан-Браганса (род. 1881)

    - Принцесса Леопольдина Бразильская (1847—1871)
      - (5) Принц Педру Аугусто Саксен-Кобург-Готский (род. 1866)
      - (6) Принц Август Леопольд Саксен-Кобург-Готский (род. 1867)
      - (7) Принц Людвиг Гастон Саксен-Кобург-Готский (род. 1870)

  - (8) Принцесса Жануария Бразильская (род. 1822)
  - (9) Принцесса Франсишка Бразильская (род. 1824)